# Rząd Tammama Salama
Rząd Tammama Salama – rząd Republiki Libańskiej, pod kierownictwem premiera Tammama Salama, powołany w lutym 2014 r.

## Powstanie
Po dymisji premiera Nadżiba Mikatiego (22 marca 2013), prezydent Libanu Michel Sulaiman 6 kwietnia 2013 powierzył misję tworzenia rządu centrowemu politykowi Tammamowi Salamowi.
Ze względu na trudną sytuację wewnętrzną i wojnę domową w Syrii skład gabinetu został dopiero podany 15 lutego 2014 r.

## Skład
| Stanowisko                          | Imię i nazwisko          | Stanowisko       | Partia                        |
| Centrum                             |                          |                  |                               |
| Premier                             | Tammam Salam             | Sunnita          | niezależny                    |
| Min. obrony i wicepremier           | Samir Mokbel             | Prawosławny      | niezależny                    |
| Min. środowiska                     | Mohammad Masznuk         | Sunnita          | niezależny                    |
| Min. spraw socjalnych               | Raszid Derbas            | Sunnita          | niezależny                    |
| Min. zdrowia                        | Wael Abu Faour           | Druz             | Socjalistyczna Partia Postępu |
| Min. rolnictwa                      | Akram Szihajeb           | Druz             | Socjalistyczna Partia Postępu |
| Min. ds. uchodźców                  | Alice Szabtini           | Katolik-Maronita | niezależna                    |
| Min. ds. sportu i młodzieży         | Abdul-Muttaleb Al-Hinawi | Szyita           | niezależny                    |
| Sojusz 14 Marca                     |                          |                  |                               |
| Min. spraw wewnętrznych             | Nuhad Masznuk            | Sunnita          | Strumień Przyszłości          |
| Min. sprawiedliwości                | Aszraf Rifi              | Sunnita          | niezależny                    |
| Min. telekomunikacji                | Butrus Harb              | Katolik-Maronita | niezależny                    |
| Min. pracy                          | Sejaan Azzi              | Katolik-Maronita | Kataeb                        |
| Min. turystyki                      | Michel Faraon            | Katolik-Melchita | niezależny                    |
| Min. ekonomii                       | Alain Hakim              | Katolik-Melchita | niezależny                    |
| Min. informacji                     | Ramzi Dżaraidż           | Prawosławny      | niezależny                    |
| Min. ds. reformy administracji      | Nabil De Freij           | Protestant       | niezależny                    |
| Sojusz 8 Marca                      |                          |                  |                               |
| Min. przemysłu                      | Hussein Hadżdż Hassan    | Szyita           | Hezbollah                     |
| Sekretarz stanu ds. parlamentarnych | Mohammed Fneisz          | Szyita           | Hezbollah                     |
| Min. finansów                       | Ali Hassan Chalil        | Szyita           | Amal                          |
| Min. robót publicznych i transportu | Ghazi Zaajter            | Szyita           | Amal                          |
| Min. spraw zagranicznych            | Dżubran Bassil           | Katolik-Maronita | Wolny Ruch Patriotyczny       |
| Min. kultury                        | Ronnie Arajdżi           | Katolik-Maronita | Marada                        |
| Min. edukacji                       | Elias Abou Saab          | Katolik-Maronita | niezależny                    |
| Min. ds. energii                    | Arthur Nazarian          | Ormianin         | Dasznak                       |